# بانک ملی گرجستان
بانک ملی گرجستان (گرجی: საქართველოს ეროვნული ბანკი) شرکت خدمات مالی و بانکداری گرجستانی است، که در سال ۱۹۱۹ تأسیس شد.